# Traité de Wanghia

Extérieur du temple de Kun Iam Tong, à Macao où le traité fut signé.

Le traité de Wanghia (chinois simplifié : 望厦条约 ; chinois traditionnel : 望厦條約 ; pinyin : wàngxià tiáoyuē ; cantonais Jyutping : mohng hah ?) est un accord diplomatique signé le 3 juillet 1844, entre la dynastie Qing régnant sur la Chine et les États-Unis, dans le temple de Kun Iam Tong à Macao. Il fait partie des traités inégaux signés entre les puissances colonisatrices occidentales et les pays colonisés d'Extrême-Orient. Ce sera le premier de ces traités pour les États-Unis qui en signera d'autres avec le Japon à partir de 1854, avec la convention de Kanagawa, puis la Corée avec le traité États-Unis-Corée de 1882.

## Nom du traité
Le traité est baptisé du nom d'un village au nord de Macao où le temple de Kun Iam Tong est localisé, appelé Mongha ou Wangxia (望厦村 / 望廈村, wàngxià cūn, cantonais Jyutping : mohng hah ?) qui fait maintenant partie de la Freguesia de Nossa Senhora de Fátima.

## Contenu du traité
Les États-Unis étaient  représentés par Caleb Cushing, un avocat du Massachusetts envoyé par le président John Tyler sous les pressions des négociants américains préoccupés par la prédominance britannique dans le commerce avec la Chine. Un médecin et missionnaire, Peter Parker (en), servit d'interprète. L'empire de la dynastie Qing était représenté par Qiying, le gouverneur-général de Guangdong et de Guangxi.
Le traité était modelé d'après le traité de Nankin et le traité du Bogue passés entre le Royaume-Uni et la Chine, mais différait en étant plus détaillé. Entre autres, il incluait :
- extraterritorialité, ce qui signifiait que des citoyens des États-Unis pouvaient seulement être jugés par les dirigeants consulaires des États-Unis ;
- tarifs fixes sur les échanges des ports ouverts au commerce étranger ;
- le droit d'acheter des terres dans les cinq ports ouverts au commerce étranger et d'ériger des églises et des hôpitaux dans ces villes ;
- le droit d'apprendre le chinois en supprimant une loi qui jusqu'ici interdit aux étrangers de le faire ;
- les États-Unis reçurent le statut de nation favorisé, et ainsi donnant aux États-Unis le même traitement salutaire que la Chine donnait à d'autres puissances telles que la Grande-Bretagne, et permis aux États-Unis de modifier le traité après 12 ans.

En signe de bonne volonté envers l'empire Qing, le commerce d'opium était déclaré illégal, et les États-Unis acceptaient de remettre tous les contrevenants à la Chine.